# Мішель Ренкен
Мішель Ренкен (фр. Michel Renquin; 3 листопада 1955, Бастонь, Бельгія) — бельгійський футболіст, що грав на позиції захисника. По завершенні ігрової кар'єри — тренер.
Виступав, зокрема, за клуби «Стандард» (Льєж) і «Серветт», а також національну збірну Бельгії.
Володар Кубка Бельгії. Чемпіон Швейцарії. Володар Кубка Швейцарії.

## Клубна кар'єра
У дорослому футболі дебютував 1974 року виступами за команду клубу «Стандард» (Льєж), в якій провів сім сезонів, взявши участь у 224 матчах чемпіонату. Більшість часу, проведеного у складі «Стандарда», був основним гравцем захисту команди.
Протягом 1981—1982 років захищав кольори команди клубу «Андерлехт».
Своєю грою за останню команду привернув увагу представників тренерського штабу клубу «Серветт», до складу якого приєднався 1982 року. Відіграв за женевську команду наступні чотири сезони своєї ігрової кар'єри. За цей час виборов титул чемпіона Швейцарії.
1985 року повернувся до клубу «Стандард» (Льєж). Цього разу провів у складі його команди три сезони.
Завершив професійну ігрову кар'єру у клубі «Сьйон», за команду якого виступав протягом 1988—1990 років.

## Виступи за збірну
1976 року дебютував в офіційних матчах у складі національної збірної Бельгії. Протягом кар'єри у національній команді, яка тривала 12 років, провів у формі головної команди країни 55 матчів.
У складі збірної був учасником чемпіонату Європи 1980 року в Італії, де разом з командою здобув «срібло», чемпіонату світу 1982 року в Іспанії, чемпіонату світу 1986 року у Мексиці.

## Кар'єра тренера
Розпочав тренерську кар'єру невдовзі по завершенні кар'єри гравця, 1991 року, очоливши тренерський штаб клубу «Серветт».
1997 року став головним тренером команди «Ніцца», тренував команду з Ніцци лише один рік.
Згодом протягом 2006—2006 років очолював тренерський штаб клубу «Стандард» (Льєж).
Протягом тренерської кар'єри також очолював команди клубів «Рененс», «Шенуа», «Делемон» та «Віртон».
Наразі останнім місцем тренерської роботи був клуб «Візе», головним тренером команди якого Мішель Ренкен був з 2006 по 2007 рік.

## Досягнення
- Володар Кубка бельгійської ліги:

«Стандард» (Льєж): 1975
- Володар Кубка Бельгії:

«Стандард» (Льєж): 1980–1981
- Чемпіон Швейцарії:

«Серветт»: 1984–1985
- Володар кубка Швейцарії:

«Серветт»: 1983–1984
- Віце-чемпіон Європи: 1980